# Walter Nitsch (Architekt)

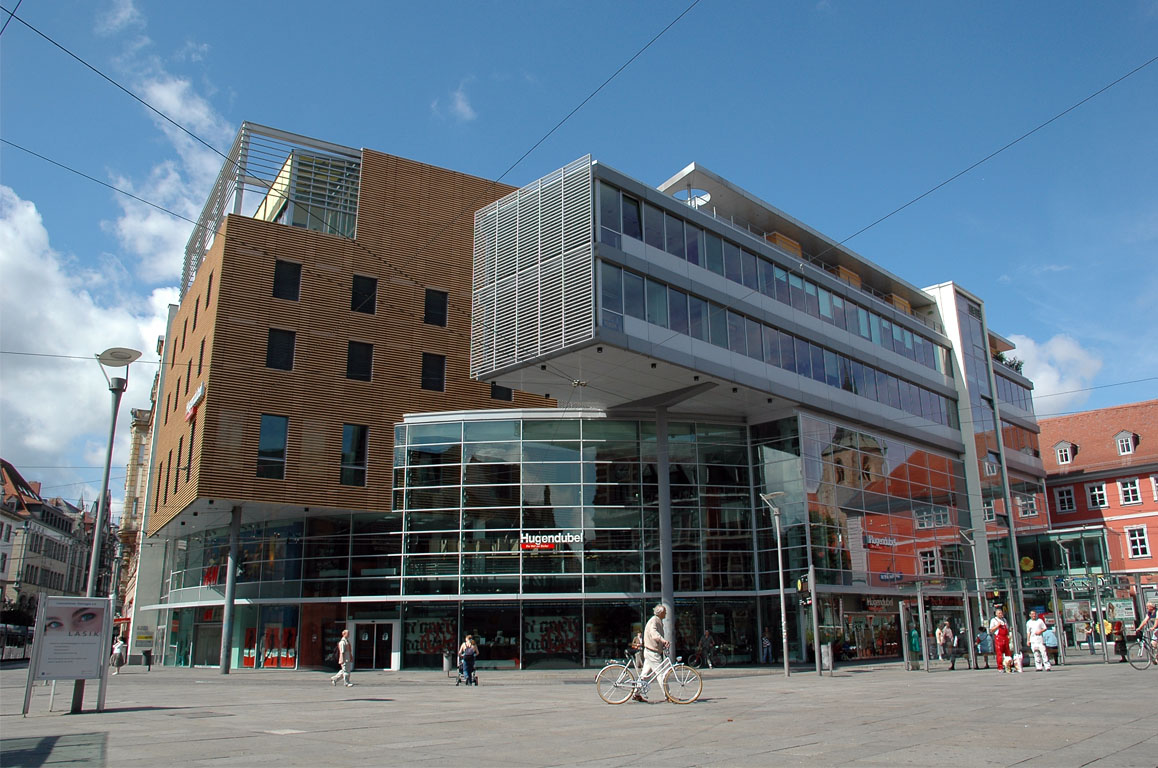
Angereck in Erfurt nach dem Entwurf von Walter Nitsch

Walter Nitsch (* 12. September 1927 in Nieder Wölsdorf; † 13. September 2024 in Siegsdorf) war ein deutscher Architekt.

## Leben
Nach Kriegsdienst und -gefangenschaft absolvierte Walter Nitsch eine Zimmermannslehre, anschließend besuchte er von 1947 bis 1952 die Fachschule für Bauwesen in Erfurt. 1952 bis 1955 studierte er Architektur an der Hochschule für Architektur und Bauwesen (HAB) in Weimar. Ab 1955 war er Entwurfsarchitekt, später Chefarchitekt im VEB Industrieprojektierung Erfurt. In dieser Zeit entstanden unter anderem ein Neubau für den VEB Keramik in Sonneberg (1959–1962), ein Umspannwerk in Erfurt (1959–60) und das Konstruktionsbüro für den VEB Ipro Erfurt (1959–1961). Von 1960 bis 1962 war Nitsch wissenschaftlicher Mitarbeiter am Lehrstuhl für Baugestaltung der HAB Weimar.
Seit 1962 war Nitsch Stadtarchitekt in Erfurt, womit zahlreiche städtebauliche Aufgaben in seinem Zuständigkeitsbereich lagen. Eine seiner Studien war Planungsgrundlage für den Architekten Bruno Weschke (1904–1966) 1956 für einen Entwurf für einen Schulbau in Weimar, der der erste Schulneubau in der Klassikerstadt wurde, der nach dem Zweiten Weltkrieg entstand: Die Grundschule „Louis Fürnberg“. In Erfurt war er hauptsächlich als Stadtplaner tätig. Nitsch galt schon in den 1960er Jahren als Stadtarchitekt in einer exponierten Stellung. Das äußerte sich nicht zuletzt darin, dass er einen Professorentitel verliehen bekam. Auch bei Preisverleihungen war er im betreffenden Entscheidungsgremium.
Beispielsweise sei hierfür sein 1977 bis 1979 nach seinen Entwürfen errichtetes Angereck am Anger in Erfurt genannt. Der sechsgeschossige Stahlskelettbau mit Fertigteildecken und Vorhangfassade wurde vom Reisebüro der DDR in Auftrag gegeben und durch dieses genutzt. Zudem befand sich im Erdgeschoss ein Café mit 145 Plätzen und im ersten Obergeschoss eine Mokkabar mit vorgelagerter Terrasse. Weiterhin ist in städtebauplanerischer Hinsicht der Johannesplatz zu nennen. Nach städteplanerischen Vorgaben von Walter Nitsch, Ewald Henn und Heinz Schwarzbach hatte der Architekt Günter Andres den Hochbau zwischen 1965 und 1972 ausgeführt. Nitsch war in Erfurt der letzte Stadtarchitekt und als solcher in herausragender Position in der langen Zeit von 1962 bis 1990 tätig.
Nitsch erhielt die Schinkel-Medaille des Bundes der Architekten der DDR, die Verdienstmedaille der DDR und den Kulturpreis der Stadt Erfurt (1970). Er nahm an zahlreichen überregionalen Architektur- und Städtebauwettbewerben teil wie den zu den Stadtzentren von Halberstadt (1962), Schwerin (1968/69) und Altenburg (1970). Von 1990 bis 2000 arbeitete er als selbstständiger Architekt, in hohem Alter zog er zu seiner Familie nach Bayern und war dort bis zuletzt als Zeichner und Maler tätig.

## Schriften
- Walter Nitsch: Wohnungsbau und Stadtentwicklung in Erfurt. In: Architektur der DDR. 3/1980, S. 153.
- Ders.: Erfurt – Entwicklungsprobleme und Perspektiven. In: Architektur der DDR. 9/1974, S. 521–524.